# Twice a Man

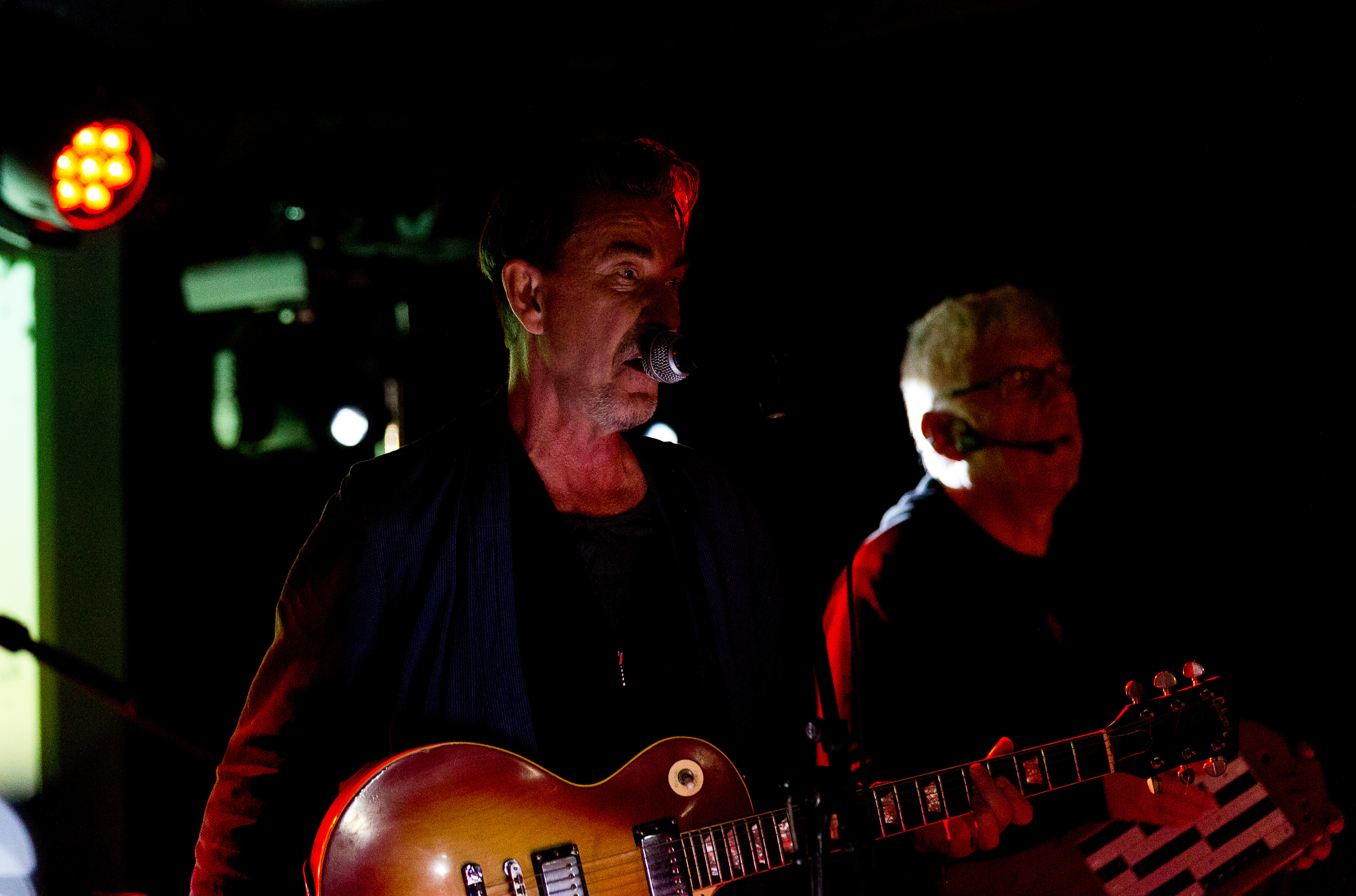
Twice a Man auf dem Nocturnal Culture Night Festival 2015.

Twice a Man ist eine 1981 in Göteborg, Schweden, gegründete Synthie-Pop-Band. Ihre Mitglieder sind Dan Söderqvist und Karl Gasleben. In ihrem Heimatland zählen sie zu den Pionieren der elektronischen Popmusik. Mit ihrem 1988er Musikalbum Driftwood wurden sie erstmals außerhalb ihres Heimatlands bekannt.
1994 gingen Twice a Man zusammen mit The Cain Principle, Operating Strategies und Wolfsheim auf die Strange Ways Festival Tour 1994. Die Tour erstreckte sich vom 9. bis 14. Mai 1994 und führte sie durch sechs deutsche Städte.

## Diskografie

### Alben
- 1982: Music for Girls
- 1984: From a Northern Shore
- 1985: Slow Swirl
- 1986: Works on Yellow
- 1986: MacBeth
- 1987: Aqua Marine Drum
- 1988: Collection of Stones (Selected Works 82-87)
- 1988: Driftwood
- 1990: The Sound Isn't Organized Yet
- 1990: A Midsummernight's Dream
- 1992: Figaro Thorsten Emilia
- 1993: Fungus & Sponge
- 1995: Instru Mental
- 2002: Agricultural Beauty
- 2008: Clouds[1]